# Dona Francisca (corveta)
Dona Francisca foi uma corveta operada pela Armada Imperial Brasileira. A embarcação foi construída no Arsenal de Marinha do Rio de Janeiro a um custo de 214:042$876. Teve a quilha batida em 18 de julho de 1843 e lançamento ao mar em 18 de setembro de 1845. Deslocava 637 toneladas de peso e era propulsada à vela. O primeiro comandante da corveta foi Joaquim Marques Lisboa, futuro Almirante Tamandaré e Patrono da Marinha do Brasil.
Em 1846, a embarcação, sob comando de Lisboa, fez o mapeamento hidrográfico da Baía de Todos os Santos, considerado o melhor registro desde 1574. Até se comparado com os dados mais recentes, não há nada que o desabone. Em 1851, estava na esquadra que enfrentou o Passo de Tonelero, na Guerra do Prata.